# الكسندر هندرسون
الكسندر هندرسون هو قاضي ومحامي وسياسي كندي، ولد في 13 مارس 1861 بأوشاوا في كندا، وتوفي في 13 ديسمبر 1942 في نفس البلد. انتخب عضو الجمعية التشريعية لكولومبيا البريطانية ‏.